# Bez (Gard)
Pour les articles homonymes, voir Bez.
Bez est une ancienne commune du Gard, dans la vallée de l'Arre. En 1818, elle fusionne avec la commune de Esparon pour former la commune de Bez-et-Esparon.
Bez est traversé par un ruisseau, le Merlanson, de 2,8 km, affluent de l'Arre.

## Population et société

### Démographie
| 1793 | 1800 | 1806 |
| ---- | ---- | ---- |
| 710  | 740  | 836  |